# Arbulag
Arbulag (mongoliska: Арбулаг сум, Арбулаг) är ett distrikt i Mongoliet.   Det ligger i provinsen Chövsgöl, i den nordvästra delen av landet, 600 km väster om huvudstaden Ulaanbaatar.